# کلیسای گئورگ مقدس (زاکاتالا)
کلیسای گئورگ مقدس، زاکاتالا (ارمنی: Սուրբ Գևորգ եկեղեցի (Զաքաթալա)؛ انگلیسی: Zakatala) یک کلیسا متعلق به کلیسای حواری ارمنی واقع در شهر زاکاتالا،  جمهوری آذربایجان می‌باشد. ساخت و ساز این ساختمان در سال ۱۸۳۳ میلادی؛ به پایان رسید. این بنا به سبک معماری ارمنی طراحی شده است.